# Saint-Ferréol-les-Neiges
Saint-Ferréol-les-Neiges är en kommun i provinsen Québec i Kanada. Den ligger i regionen Capitale-Nationale, i den sydöstra delen av landet, 400 km nordost om huvudstaden Ottawa.